# Intrepido (1913)
«Інтрепідо» (італ. Intrepido) - ескадрений міноносець типу «Індоміто» ВМС Італії часів Першої світової війни.

## Історія створення
Ескадрений міноносець «Інтрепідо» був закладений 1 червня 1910 року на верфі «Cantiere Pattison» в Неаполі. Спущений на воду 7 серпня 1912 року, вступив у стрій 6 лютого 1913 року.

## Історія служби
Після вступу у стрій та початкової підготовки есмінець здійснив ряд місій у Середземному морі. У 1914 році він був включений до складу II ескадри, яка мала відповідати за постанову мін в Адріатичному морі..

### Перша світова війна
Після вступу Італії у Першу світову війну «Інтрепідо» був включений до складу II ескадри есмінців, разом з однотипними «Імпавідо», «Індоміто», «Імпетуозо», «Інсідіозо» та «Іррек'єто».
5 червня 1915 року «Інтрепідо» супроводжував британський крейсер «Даблін», який здійснював обстріл далматинського узбережжя.
9 червня «Інтрепідо» разом з есмінцями «Індоміто», «Іррек'єто», «Імпетуозо», «Інсідіозо», «Анімозо», «Ардіто», «Арденте», «Аудаче» і крейсер-скаут «Куарто» супроводжували крейсери «Джузеппе Гарібальді» і «Веттор Пізані», здійснюючи обстріли албанського узбережжя.
17 липня «Інтрепідо» разом з есмінцями «Анімозо», «Іррек'єто» і крейсером «Куарто» здійснили обстріл радіотелеграфної станції та інших військових об'єктів на острові Шипан. Але місія була перервана повідомленням про активність ворожих підводних човнів, які згодом потопили крейсер «Джузеппе Гарібальді». «Інтрепідо» взяв участь в операції з порятунку вцілілих членів екіпажу крейсера. 
3 грудня «Інтрепідо» вийшов з Бріндізі і разом з есмінцями «Індоміто», «Іррек'єто», «Імпетуозо» та «Інсідіозо» супроводжував один з перших конвоїв, які доставили війська та спорядження в Албанію. Конвой складався з транспортів «Ре Умберто» та «Вальпараїсо» та перевозили 1800 вояків та 150 коней.
Поблизу албанського узбережжя «Ре Умберто» підірвався на міні, розламався навпіл та затонув. «Інтрепідо» взяв участь у рятувальній операції, врятувавши загалом 712 чоловік
Вивантаживши вцілілих у Валоні, «Інтрепідо» вирушив на протичовнове патрулювання, але о 14:00 4 грудня підірвався на міні. Внаслідок вибуху був відірваний ніс корабля та зруйнована носова надбудова, загинуло 4 члени екіпажу, декілька, включаючи капітана корабля, були важко поранені. Щоб уникнути затоплення, корабель був посаджений на мілину поблизу  Пунта-Лінгетта. Але оскільки його неможливо було безпечно відбуксирувати, з корабля зняли гармати, торпедні апарати та інше обладнання, після чого покинули напризволяще.
За декілька днів корабель затонув.  
У 2007 році рештки корабля були виявлені на глибині 32 метри.